# Letto e divano
Letto e divano (Третья Мещанская, Tret'ja Meščanskaja) è un film del 1927 diretto da Abram Matveevič Room.

## Trama
La storia ruota attorno alla relazione tra i tre protagonisti. Liuda e suo marito Kolia vivono in un monolocale seminterrato in via Terza Mescanskaja, un quartiere piccolo-borghese di Mosca. Lei è annoiata e frustrata dalla routine domestica e dalle condizioni di vita anguste, dove deve cucinare e cercare di sistemare i suoi vestiti, nonostante non ci sia spazio per riporli. Passa le giornate sfogliando riviste, in particolare Soviet Screen (Sovetskii ekran), una popolare pubblicazione sovietica dedicata al cinema. Kolia lavora come muratore ed è affascinante e di buon carattere, ma anche autoritario ed egocentrico. Quando il suo vecchio amico Volodia arriva a Mosca e non riesce a trovare un alloggio a causa della grave crisi abitativa, ancora persistente dieci anni dopo la rivoluzione, Kolia lo invita a stare da loro, facendolo dormire sul divano.
L'appartamento, già piccolo, diventa improvvisamente ancora più soffocante, cosa che infastidisce Liuda, ma lei la vede solo come un'ulteriore prova dell’indifferenza di Kolia nei suoi confronti. Tuttavia, Volodia conquista rapidamente la sua simpatia grazie al suo comportamento premuroso e ai regali che le fa. Tra i due si crea fin da subito una tensione sessuale, che culmina quando Kolia parte per lavoro. Approfittando dell’assenza dell’amico, Volodia seduce apertamente Liuda. Il culmine della loro relazione arriva con un volo sopra Mosca: per la prima volta dall’inizio del film, Liuda esce di casa.
Quando Kolia torna dal viaggio, scopre di essere stato relegato sul divano. Inizialmente furioso, finisce per accettare la situazione e i tre instaurano una convivenza poligama e domestica. Tuttavia, ora che Volodia ha preso il ruolo di "marito", inizia a comportarsi esattamente come Kolia, se non addirittura in modo più autoritario e insensibile.
Nel frattempo, i due uomini si legano sempre di più, giocano a dama e scherzano tra loro, mentre Liuda si sente sempre più esclusa e frustrata. Comincia a dormire con entrambi, in momenti diversi. Inevitabilmente, rimane incinta e, non sapendo chi sia il padre, entrambi insistono perché abortisca. Il climax del film arriva quando Liuda viene mandata in una clinica privata per interrompere la gravidanza. Lì, in sala d’attesa con una prostituta e una ragazza molto giovane, guarda fuori dalla finestra e vede un bambino in una carrozzina. All'improvviso, prende una decisione: non abortirà e lascerà Mosca, scegliendo di riprendere in mano la propria vita.
Nella scena finale, Liuda è su un treno in partenza dalla città. Sorride, sporgendosi dal finestrino. Intanto, Kolia e Volodia, i suoi ormai ex "mariti", inizialmente seccati per la sua partenza, si rendono conto di poter tornare alla loro spensierata vita da scapoli nel loro squallido appartamento seminterrato in via Terza Mescanskaja.

## Personaggi
- Kolia, interpretato da Nikolai Batalov
- Liuda, interpretata da Lyudmila Semyonova
- Volodia, interpretato da Vladimir Fogel
- Il portiere, interpretato da Leonid Yurenyov
- L'infermiera, interpretata da Yelena Sokolova